# Haag (Ursensollen)
Haag ist ein Gemeindeteil der Gemeinde Ursensollen im Oberpfälzer Landkreis Amberg-Sulzbach in Bayern.

## Geschichte
Die 1818 mit dem Gemeindeedikt im Königreich Bayern gebildete Landgemeinde Haag mit den Orten Oberleinsiedl, Rückertshof und Unterleinsiedl gehörte zum Landgericht Amberg.
Durch die kommunale Gebietsreform von 1971/72 schlossen sich 38 Orte aus elf Gemeinden mit drei Pfarreien – Ursensollen, Hohenkemnath und Hausen – in den Diözese Eichstätt und Bistum Regensburg, zur jetzigen Gemeinde Ursensollen zusammen, deren Infrastruktur einem Kleinzentrum entspricht.
Die Gemeinde Haag selbst wurde am 1. April 1971 aufgelöst und nach Ursensollen eingegliedert.